# Hans Lösken
Hans Willi Lösken (* 8. November 1923 in Duisburg; † 16. Mai 2004 in Wachtberg) war ein deutscher Mediziner und Politiker (SPD).

## Leben
Am 3. August 1941 beantragte er die Aufnahme in die NSDAP und wurde zum 1. September desselben Jahres aufgenommen (Mitgliedsnummer 8.570.045). Nach dem Abitur 1942 in Düsseldorf nahm er bis 1945 als Soldat am Zweiten Weltkrieg teil, zuletzt als Feldwebel im Sanitätsdienst.
Lösken studierte von 1946 bis 1951 Medizin an der Universität Bonn. 1951 wurde er mit dem Dissertationsthema Cyclische Blutungen aus der Urethra bei Vaginalaplasie zum Doktor der Medizin promoviert. Nach Erteilung der Approbation arbeitete er bis 1955 als Assistenzarzt und anschließend bis 1956 im ärztlichen Dienst des Versorgungsamtes in Koblenz. Danach war er drei Jahre lang als Sanitätsoffizier bei der Bundeswehr, zuletzt als Bataillonsarzt des Fernmelde-Bataillons im III. Korps. 1959 ließ er sich als praktischer Arzt in Koblenz nieder.
Lösken trat 1945 in die SPD ein und war seit 1957 Obmann der Arbeitsgemeinschaft sozialistischer Ärzte für den Bezirk Rheinland/Hessen-Nassau. Bei der Landtagswahl 1959 wurde er über den Wahlkreis 1 in den Rheinland-Pfälzischen Landtag gewählt, dem er bis 1963 angehörte. Im Parlament war er Mitglied des Ausschusses für Sozialpolitik und Fragen der Vertriebenen.